# LZ 53
Der Zeppelin LZ 53 war das 53. Luftschiff des Grafen Zeppelin und das 17. Luftschiff der kaiserlich-deutschen Marine (taktische Nummer L 17). Er gehörte zur Baureihe „P“ der deutschen Zeppelin-Militärluftschiffe. Neben der Erfüllung ihrer Aufklärungsmissionen über dem Meer warf die Besatzung des Luftschiffs Bomben auf Städte ab.

## Geschichte

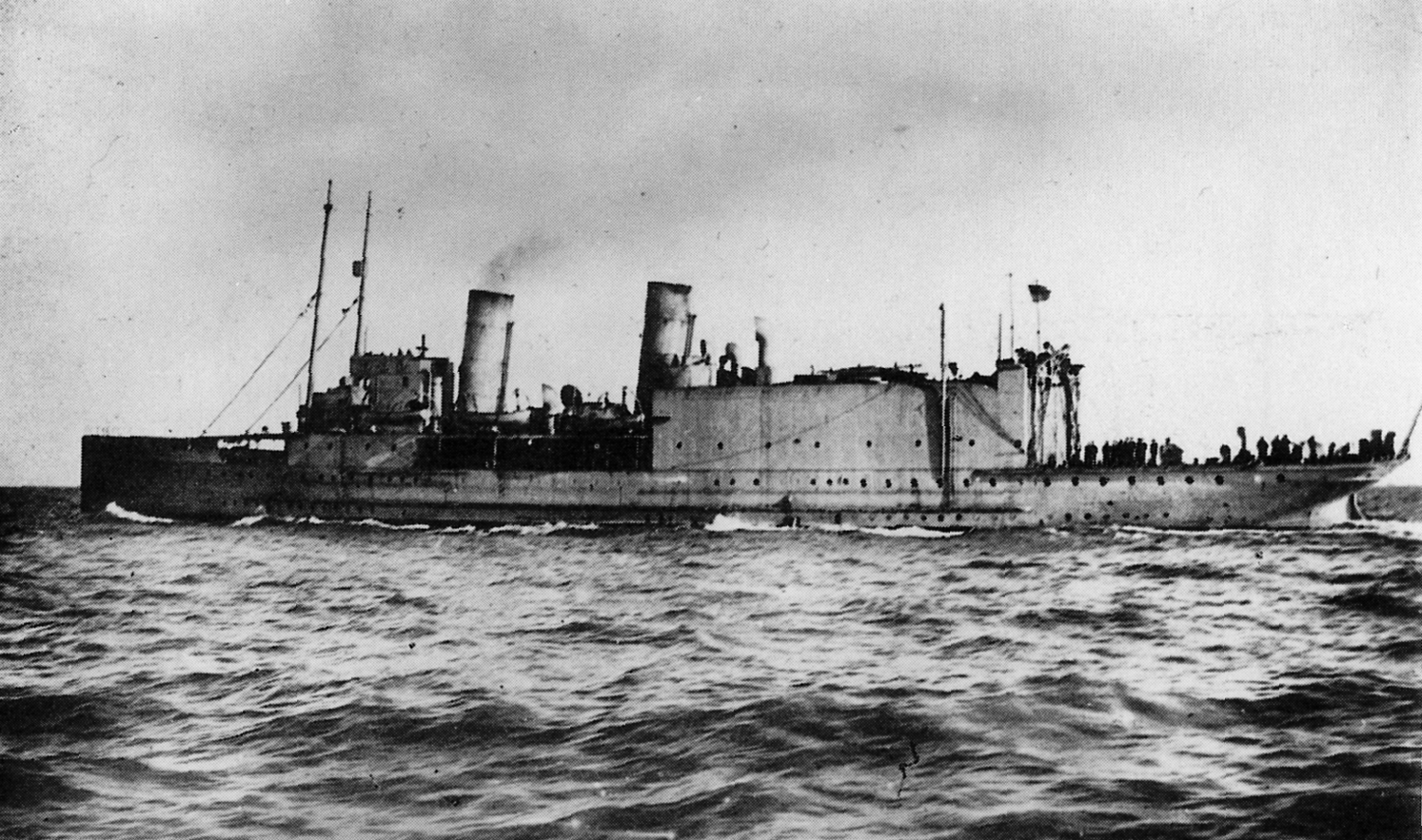
Der Geleitflugzeugträger Vindex, von dem aus L 17 am 2. August 1916 angegriffen wurde (Foto zwischen 1915 und 1918).

Das Luftschiff wurde, wie sieben andere Zeppeline der P-Reihe, im Werk Friedrichshafen (Halle I) gebaut. Es unternahm seine erste Fahrt am 20. Oktober 1915. Die Führung übernahm zunächst Kapitänleutnant Herbert Ehrlich und ab dem 10. August 1916 Kapitänleutnant Hermann Kraushaar. Stationiert war L 17 am Luftschiffhafen Nordholz in der Halle Nora und ab dem 17. August 1916 am Luftschiffhafen Tondern in der Halle Toska. L 17 fuhr neun Angriffsfahrten, überwiegend gegen England im Vereinigten Königreich. Dabei wurde eine Gesamtlast von 10.724 Kilogramm Bomben abgeworfen. Zudem führte es 27 Aufklärungsfahrten durch.
Am 24. April 1916 belegte L 17 britische Artillerie-Batterien bei Ipswich und Norwich derart mit Bomben, dass sie den Beschuss einstellten. Der Angriff war Teil einer kombinierten Luft- und Seeoperation der deutschen Marine gegen die englische Ostküste. In der Nacht vom 2. auf den 3. Mai 1916 bombardierte Kapitänleutnant Ehrlich irrtümlich die Heidelandschaft Danby High Moor, in der zuvor eine Brandbombe von L 23 einen Flächenbrand ausgelöst hatte. Aufgrund von Verdunkelung und widrigem Wetter hielt er das Feuer für den vermeintlich brennenden Küstenort Saltburn. Auf der Rückfahrt war eine Winsch defekt, so dass die Funkantenne im Unwetter nicht eingezogen werden konnte und es zu starken elektrostatischen Entladungen kam. Zwischen der Antenne und der Hülle des wasserstoffgefüllten Luftschiffes sprühten lange Funken. Während der Skagerrakschlacht konnte L 17 wenig zur Aufklärung beitragen, da Querwinde einen Start aus der nicht drehbaren Halle bei Tondern verzögerten.
Am 2. August 1916 wurde der Zeppelin von einem Flugzeug des britischen Geleitflugzeugträgers Vindex angegriffen. Der Pilot, der nur über eine Bombenladung verfügte, konnte jedoch keinen Abschuss erzielen. Wenige Tage später, am 8. August, zwang der bewaffnete Trawler und Minenräumer Itonian das Luftschiff zum Notabwurf seiner Bomben, um schnell außer Schussweite zu kommen. Der Trawler vereitelte damit einen Angriff von L 17 und L 23 gegen die Küste von Northumberland. Zur Sicherung des Vorstoßes der deutschen Flotte auf Sunderland bildete L 17 am 19. August 1916 zusammen mit anderen Luftschiffen eine Aufklärungskette in der nördlichen Nordsee. Der Zeppelin nahm als eines von 16 Luftschiffen am Geschwaderangriff auf Südengland vom 2. und 3. September 1916 teil. Kapitänleutnant Kraushaar gab an, Norwich bombardiert zu haben. Dies wird in der Literatur jedoch angezweifelt und eine Umkehr noch vor der Küste Norfolks aufgrund von Vereisung angenommen. Am 24. September 1916 bombardierte L 17 Nottingham, wobei drei Menschen getötet und 17 verletzt wurden. Unter anderem wurde der Güterbahnhof der Midland Railway schwer beschädigt.

## Verbleib

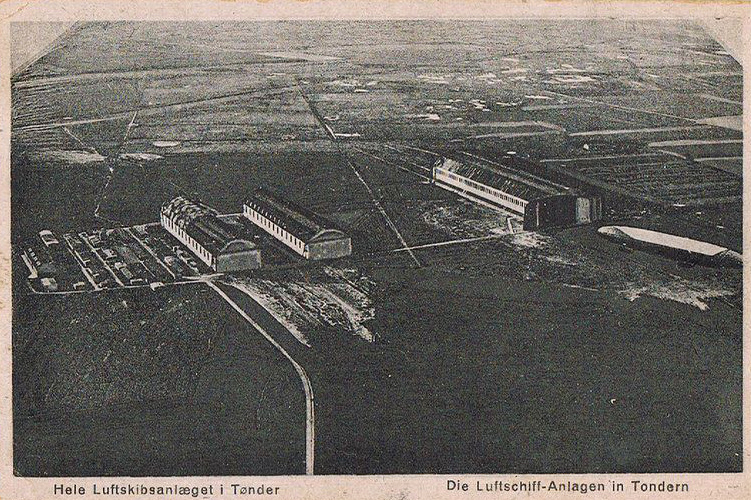
Der Luftschiffhafen in Tondern: rechts die Doppelhalle Toska in der L 17 am 28. Dezember 1916 verbrannte (Foto von 1918).

L 17 verbrannte am 28. Dezember 1916, nachdem L 24 bei der Einfahrt in die Luftschiffhalle Toska bei Tondern Gebäudeteile berührt und Feuer gefangen hatte. Das Feuer griff innerhalb der Halle auf L 17 über, so dass beide Luftschiffe ausbrannten.

## Technische Daten
- Traggasvolumen: 31.900 m³ Wasserstoff
- Anzahl Gaszellen: 16[14]
- Länge: 163,50 m
- größter Durchmesser: 18,70 m
- Leergewicht: 22 t[14]
- Nutzlast: 15 t
- Antrieb: vier sechszylindrige Maybach-HSLu-Motoren von je 240 PS (177 kW)[15]
- Anzahl Propeller: 4[14]
- Höchstgeschwindigkeit: 93,4 km/h[14]
- Aktionsradius: 2.150 km
- Gipfelhöhe: 2.800 m[14]
- Bewaffnung: min. 2 × 8-mm-Maxim-Maschinengewehre[16]
- Besatzung: 18 Mann[14]